# Grunewaldstraße (Berlin-Steglitz)
Die Grunewaldstraße im Berliner Ortsteil Steglitz (Bezirk Steglitz-Zehlendorf) verläuft beginnend an der Schloßstraße in Richtung Grunewald bis zur damaligen Grenze der Gemarkungen Steglitz/Dahlem und geht an der Einmündung der Zeunepromenade in die Königin-Luise-Straße über. Ein alter Grenzstein auf der Südseite (Fotos siehe Commons) markiert diese Stelle.

## Sehenswertes

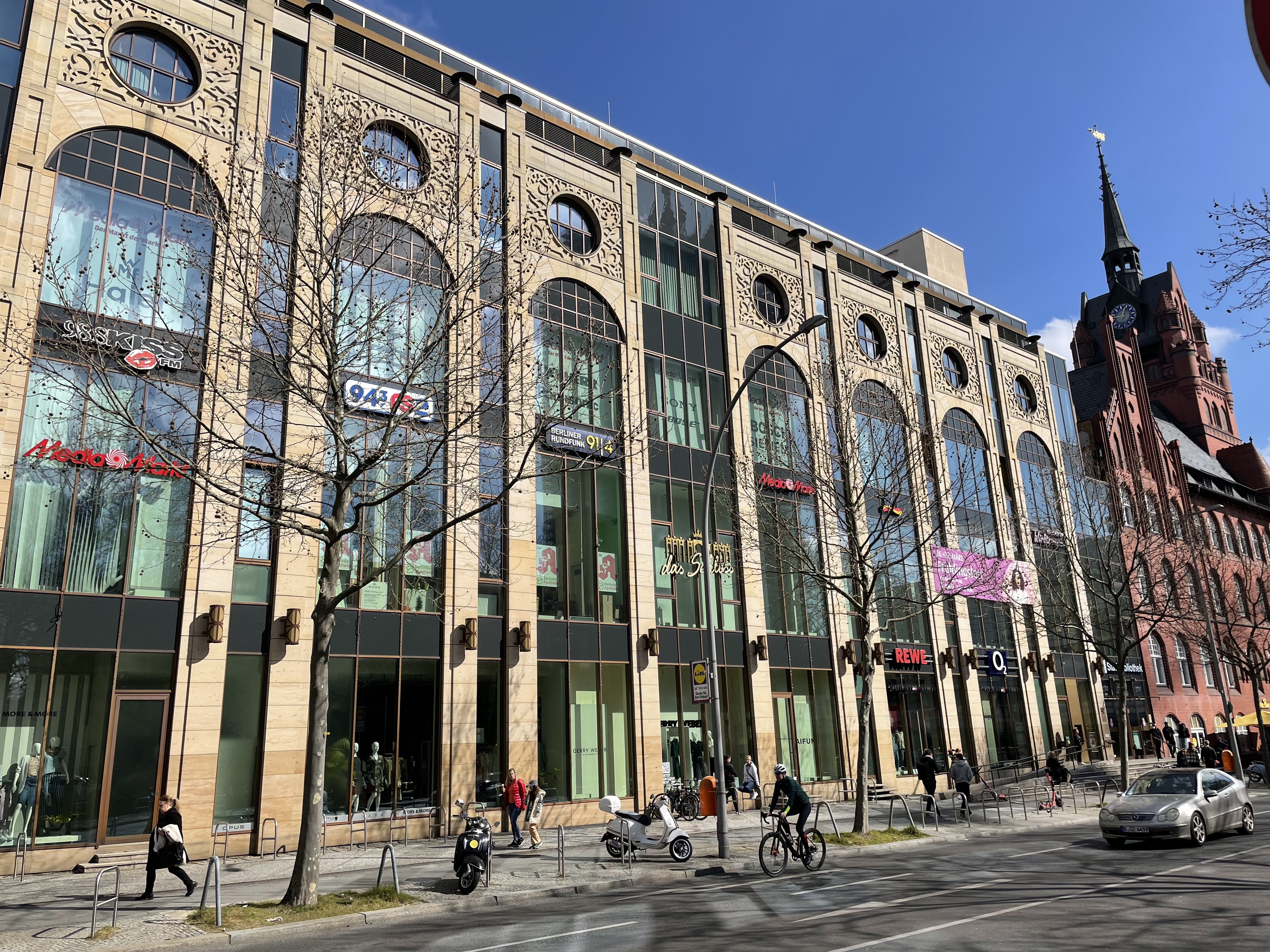
Einkaufszentrum Das Schloss, gesehen von der Grunewaldstraße aus Blickrichtung Südwesten (2022)

Die ersten Hausnummern bis zur Nummer 3 gehören zum Einkaufszentrum Das Schloss. Das „alte“ Rathaus Steglitz von 1898 wurde davon umfasst und dessen Innenhof in den Neubau integriert. Ein Erweiterungsbau aus den 1920er Jahren und weitere Nebengebäude wurden 2002 abgerissen. Für den Bau wurde auch die Stadtbibliothek Steglitz (Ingeborg-Drewitz-Bibliothek) geschlossen und abgerissen. Der Flachbau (Hausnummer 3) wurde Mitte der 1950er Jahre auf einem damaligen Ruinengelände gebaut. Die Stadtbibliothek befindet sich seit 2006 im Einkaufszentrum.
Im Haus Nr. 13 – mit Gedenktafel – hat Franz Kafka 1923 bis Februar 1924 gemeinsam mit Dora Diamant gelebt.
Die Private Kant-Grundschule befindet sich im Haus Nummer 44. Ein Kant-Kindergarten wurde gegenüber im Haus Nummer 17 eingerichtet.

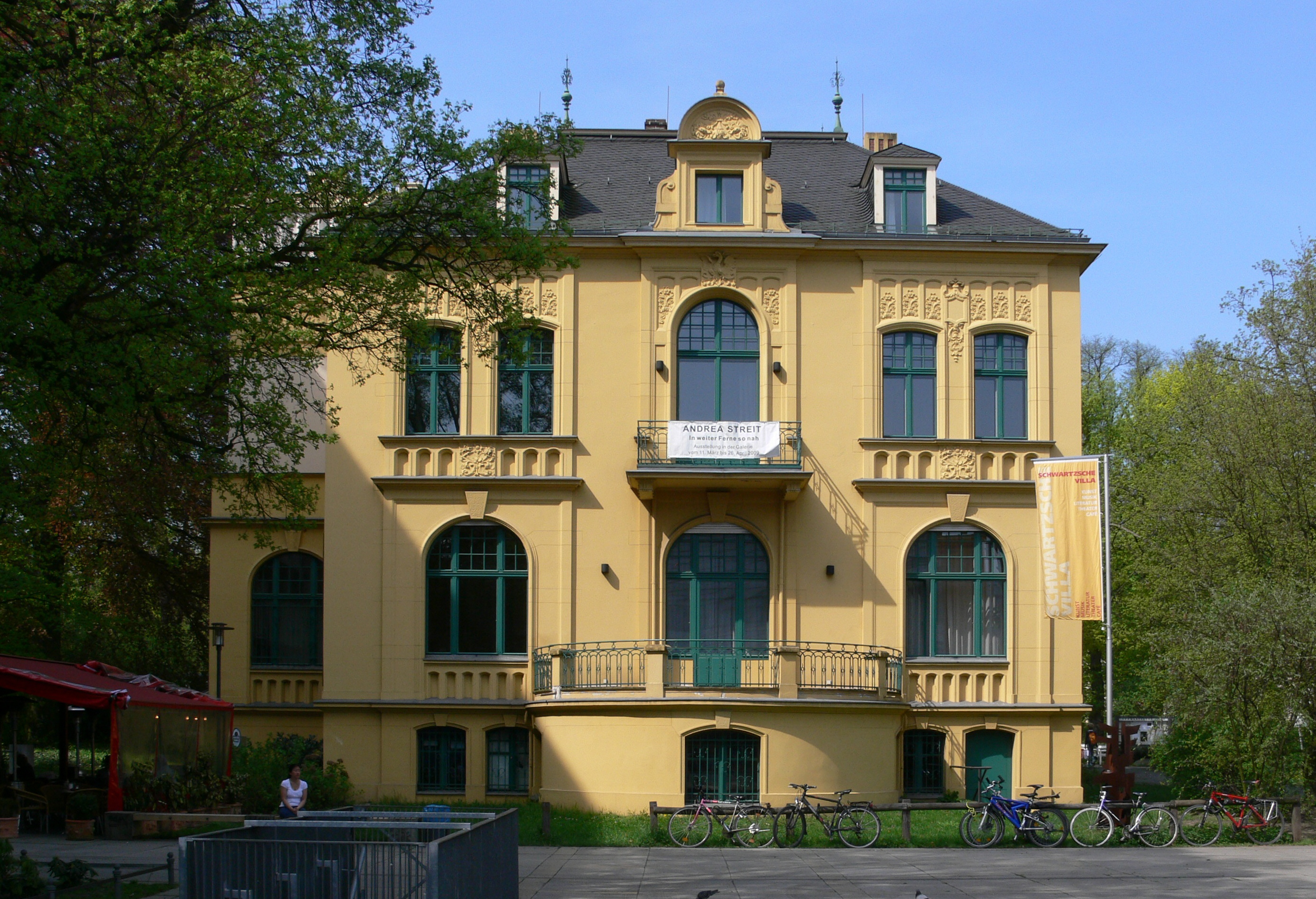
Schwartzsche Villa 2009

Die höchste Hausnummer in der Grunewaldstraße hat mit Nummer 55 die Schwartzsche Villa. Das Haus ist seit 1995 eine Einrichtung des heutigen Kulturamtes Steglitz-Zehlendorf mit Galerie und Café. Entworfen wurde das Gebäude vom Architekten Christian Heidecke für den Bankier Carl Schwartz und am 16. Februar 1898 zur Taufe des ersten Enkels eingeweiht. Nach 1945 war die Villa unbewohnt und wurde zeitweise als Waisenhaus und Lager benutzt. Der Vorplatz wurde für mehrere Sommer von einem Sportmodehaus am Hermann-Ehlers-Platz als Ausstellungsfläche für Campingartikel benutzt. 1961 erwarb das Land Berlin das Grundstück von der Erbengemeinschaft und plante darauf einen Erweiterungsbau für das Rathaus und ein Schwimmbad. Der zur Villa gehörende Garten erstreckt sich bis zur Rothenburgstraße und ist heute eine öffentliche Grünanlage mit Kinderspielplatz und Bolzplatz. Von der Brunnenanlage und anderen Gartendetails aus Vorkriegszeiten ist nichts erhalten geblieben.

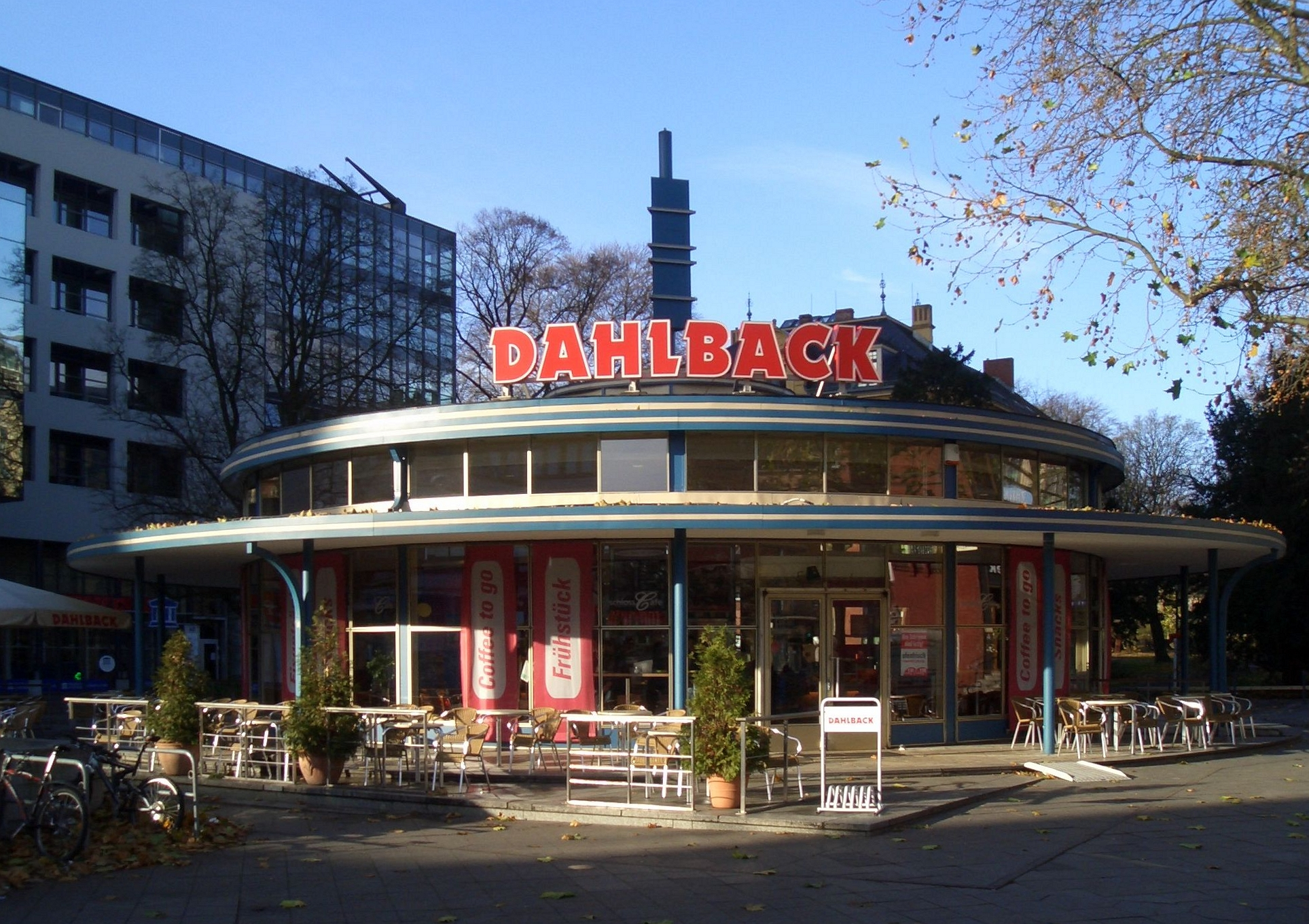
Ehemaliger VW-Pavillon aus dem Jahr 1951

An der Ecke zur Schloßstraße befindet sich ein runder gläserner Verkaufspavillon, der 1951 von der Firma Eduard Winter – bis in die 1990er Jahre führender VW-Händler in Berlin – gebaut wurde und seit 1988 auf der Denkmalsliste steht. Er dient jetzt als Backshop.

## Verkehrsanbindung
Die Straßenbahn der Gemeinde Steglitz – auch Grunewaldbahn (GWB) genannt – fuhr ab November 1905 durch die Grunewaldstraße und war ab 1946 die Straßenbahnlinie 40. Im Oktober 1959 wurde die Straßenbahn durch die Buslinie A68 ersetzt. Durch die Grunewaldstraße fährt aktuell die Buslinie X83.

## Die Grunewaldstraße in der Literatur
Richard Kraft, der Protagonist von Jonas Lüschers Roman Kraft, wohnte in den 1980er Jahren in der Grunewaldstraße.